# Tlayacapan
Tlayacapan (Nahuatl: „Ort am Ende der Welt“) ist eine Kleinstadt mit etwa 10.000 und der Hauptort einer Gemeinde (municipio) mit etwa 15.000 Einwohnern im Bundesstaat Morelos in Mexiko. Der Ort zählt zu den reizvollen und kulturell bedeutsamen Pueblos Magicos.

## Lage
Tlayacapan liegt im kolonialen Zentrum Mexikos in einer Höhe von ca. 1640 Metern ü. d. M. etwa 80 Kilometer (Fahrtstrecke) südlich von Mexiko-Stadt bzw. etwa 53 Kilometer östlich der Stadt Cuernavaca bzw. etwa 24 Kilometer nördlich von Cuautla.

## Bevölkerung und Wirtschaft
Nur noch etwa 500 Einwohner der Gemeinde sprechen Nahuatl; sie leben meist in den Dörfern auf dem Lande. Auf den fruchtbaren Böden in der Umgebung des Ortes werden Mais, Gurken, Tomaten, Bohnen und Avocados angebaut; die Viehzucht spielt eine untergeordnete Rolle. Möglicherweise schon vor der Kolonialzeit war der Ort ein Zentrum der Töpferei – eine Tradition, die sich bis heute gehalten hat. Insgesamt befindet sich der Tourismus noch im Entwicklungsstadium.

## Geschichte

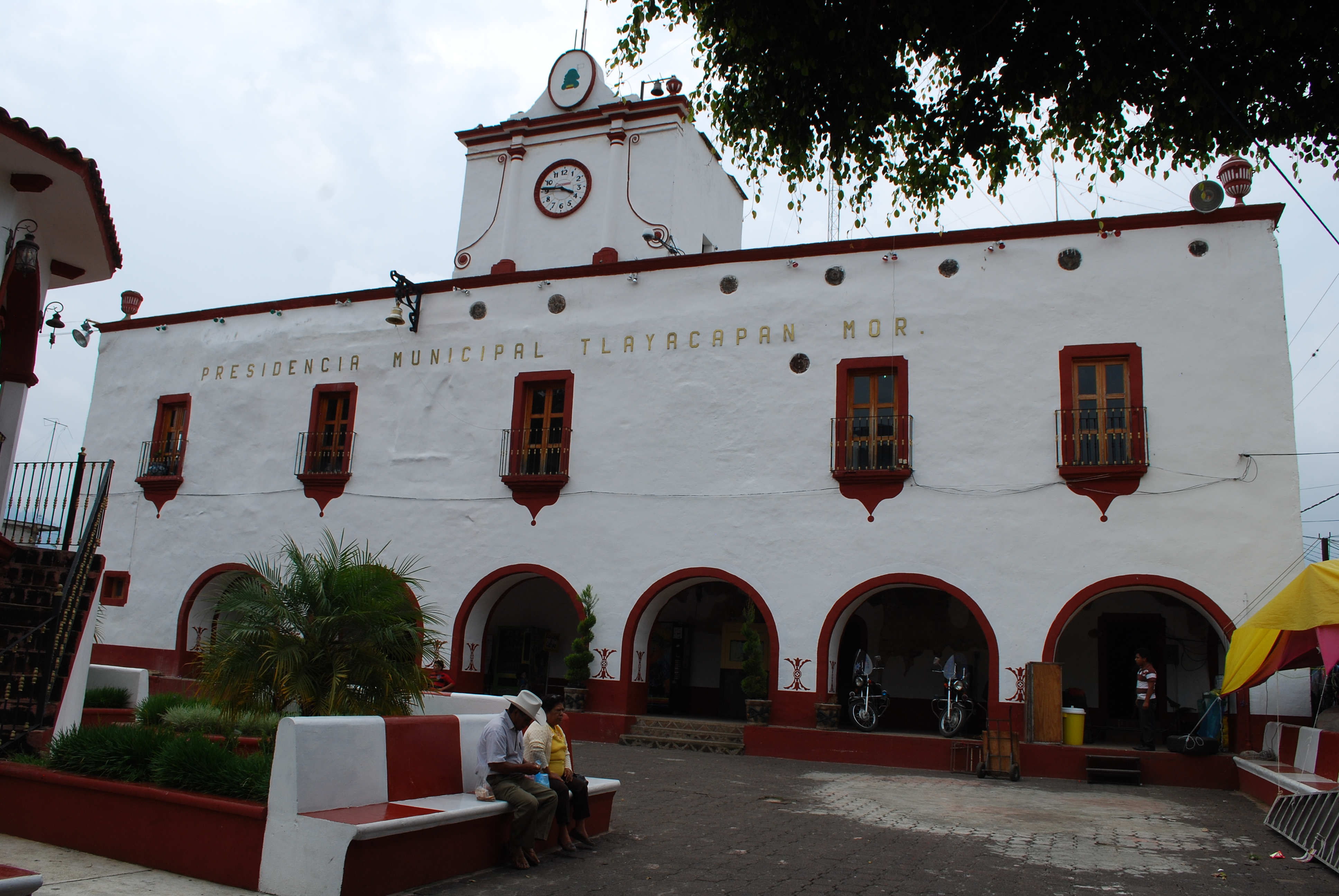
Palacio Municipal mit kleinem Uhrturm

Die frühesten archäologischen Funde auf dem Gemeindegebiet werden der olmekischen Epoche zugeordnet. Später wanderten Nahua-sprechende Gruppen aus dem Norden ein, unter denen die Azteken die bekanntesten sind. Gemäß der Überlieferung war Tlayacapan ein wichtiger Handelsort und mit Tempelpyramiden für die Erdmutter Tonantzin und andere Götter ausgestattet. Diese Bauten befanden sich im heutigen Stadtzentrum; sie wurden von den nach 1520 ankommenden Spaniern niedergerissen und mit ihren Steinen wurden die Kirchen, Paläste und Wohnhäuser der Kolonialherren errichtet. Der Landbesitz der Indios wurde in dieser Zeit enteignet und in Großgrundbesitz (haciendas) überführt, was im 19. und 20. Jahrhundert zu sozialen Protestbewegungen unter dem Motto tierra y libertad führte.

## Sehenswürdigkeiten
- Die Straßen der heutigen Stadt sind nach einem rechtwinkligen Plan angelegt; einige Gassen vermitteln noch etwas koloniales Flair.
- Am Parque central befindet sich das Rathaus (Palacio Municipal) der Stadt – ein eher schmuckloser, aber dennoch beeindruckender Bau des 16. Jahrhunderts, dessen Erdgeschoss durch sechs Arkadenbögen geöffnet ist.
- Unweit davon befindet sich das Centro Cultural La Cerería in einem Gebäude, welches ehemals als Kerzenmanufaktur genutzt wurde. Hier sind u. a. Funde von verschiedenen Ausgrabungen zu sehen.
- Die vom Augustinerorden in den Jahren 1534–1574 erbaute Kirche des Ex-convento de San Juan Bautista ist die Hauptsehenswürdigkeit der Stadt; sie ist umgeben von einem riesigen Hof, auf welchem sich die Indios während der Messfeiern oder sonstiger Veranstaltungen versammelten. Die überwiegend verputzte Westfassade stammt noch aus dem 16. Jahrhundert und ist gegenüber späteren mexikanischen Kirchen vergleichsweise schmucklos; die Ecken sind durch schräggestellte Strebepfeiler stabilisiert. In der Mitte befinden sich das Portal und ein etwa gleich dimensioniertes Westfenster mit Archivolten, welches durch kannelierte Pilaster gerahmt und von einem Dreiecksblendgiebel überhöht wird. Den Abschluss der Fassade bildet ein imposanter fünfteiliger Glockengiebel mit kleinen Obeliskenaufsätzen, wie sie an Renaissancebauten häufiger vorkommen. Das einschiffige Innere der Kirche ist tonnengewölbt, ansonsten aber schmucklos. Seit 1994 zählt sie zusammen mit anderen Missionskirchen in Zentralmexiko zum UNESCO-Weltkulturerbe[1].
- In den ehemaligen Klausurgebäuden ist ein kleines Museum untergebracht.

Umgebung
Über das gesamte Gemeindegebiet verteilt stehen – oft isoliert – mehr als zwanzig reizvolle ländliche Kirchen und Kapellen aus dem 16. bis 18. Jahrhundert.

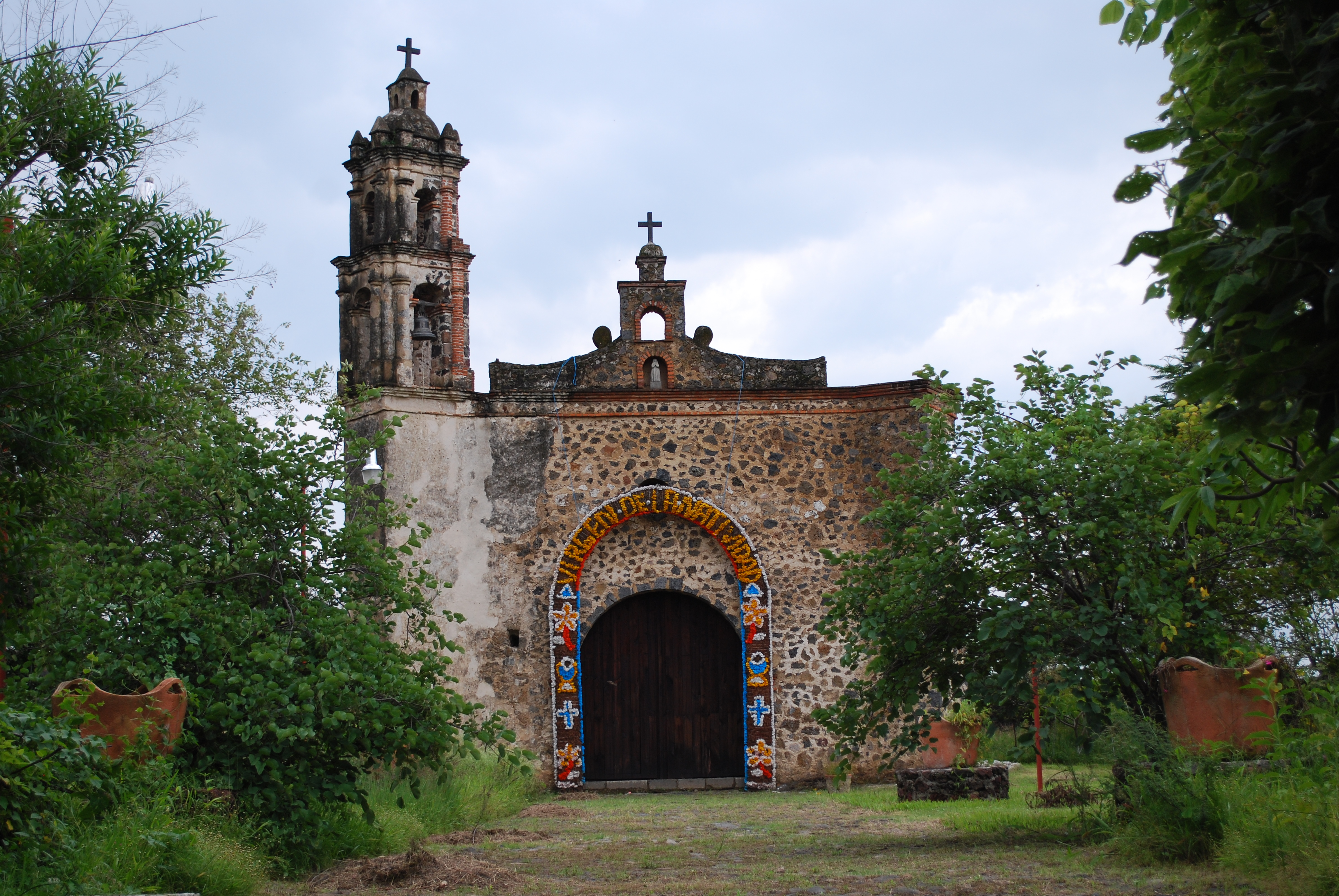
Capilla de la Natividad
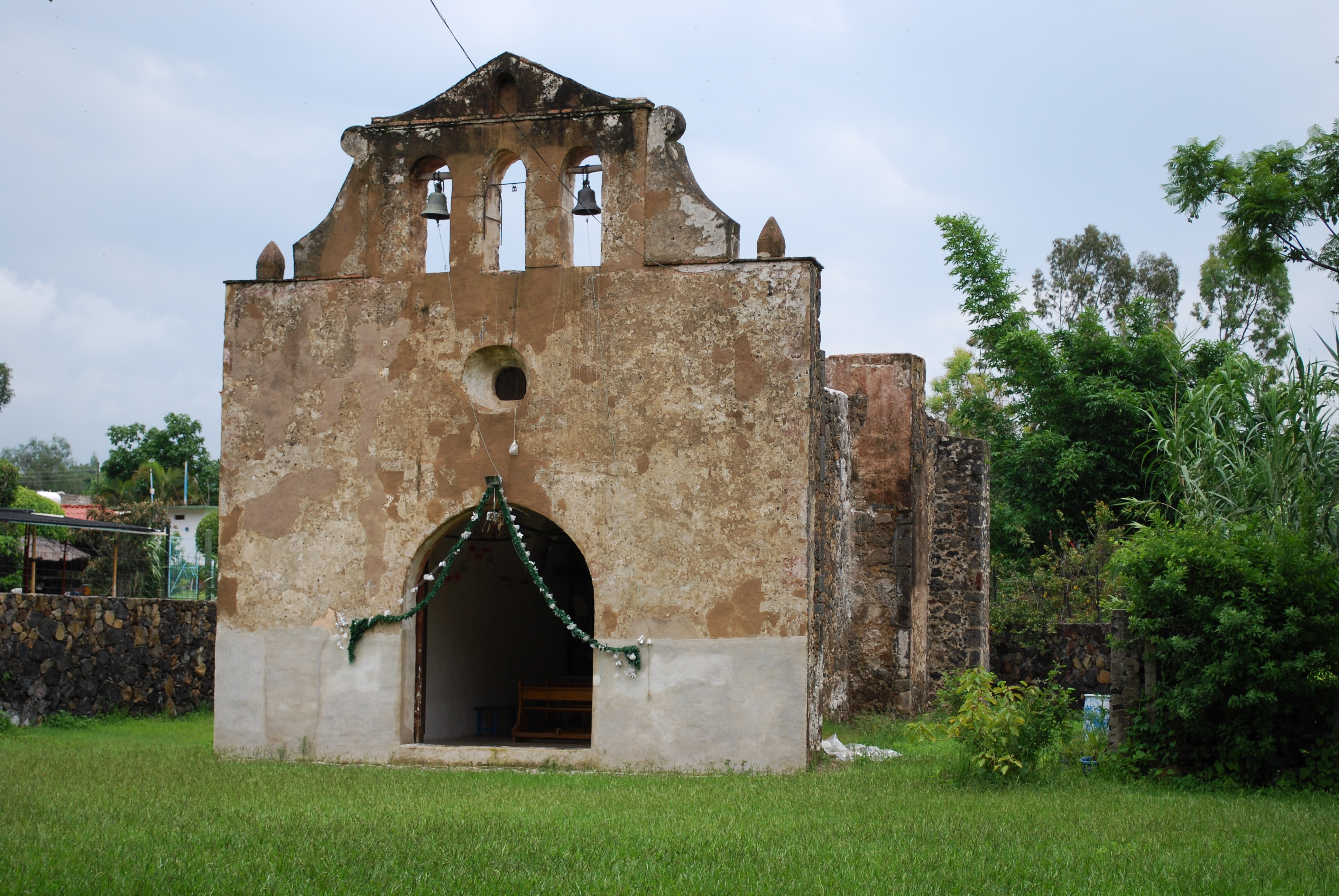
Capilla la Concepción
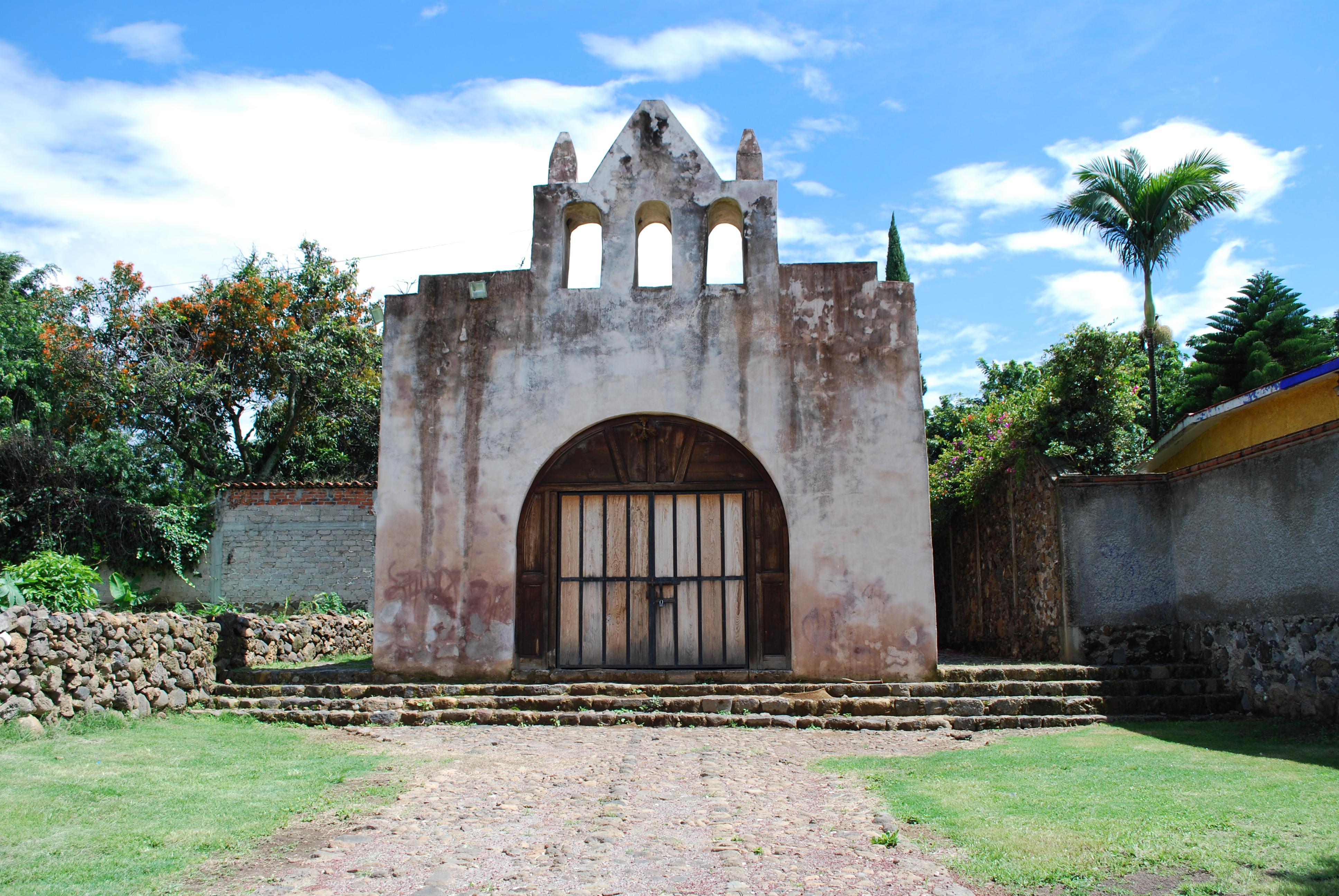
Capilla La Magdalena
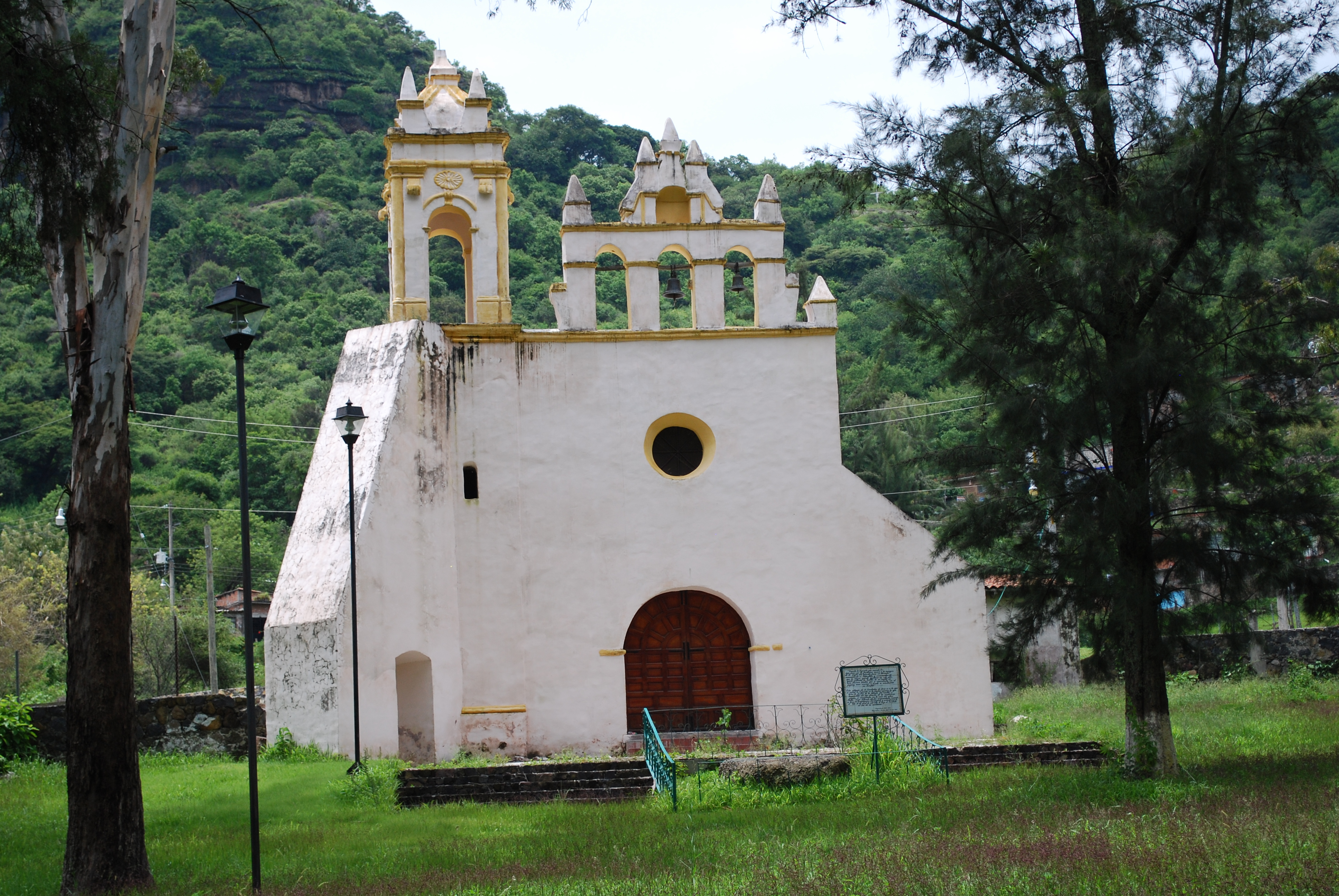
Capilla Nuestra Señora del Tránsito
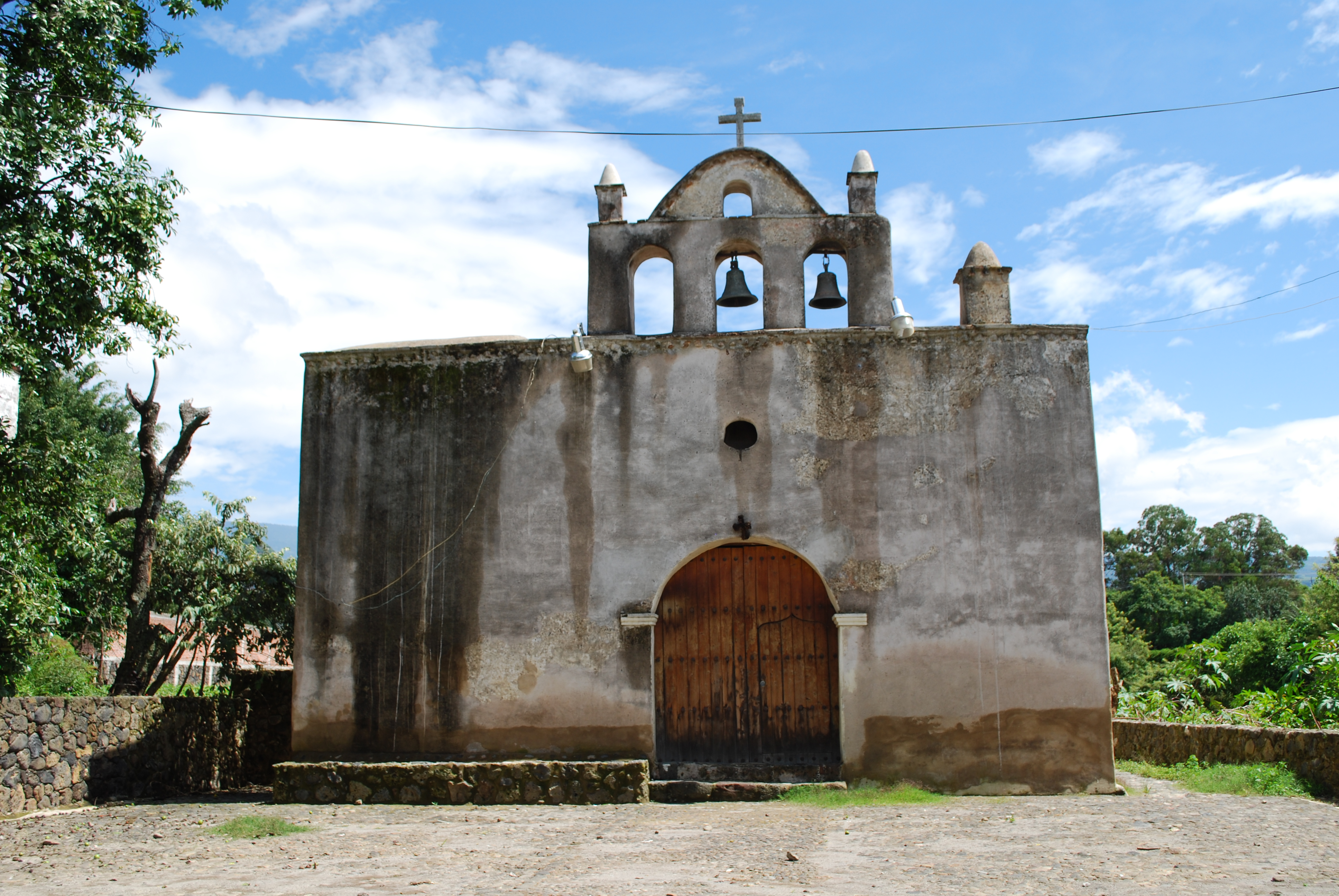
Capilla San Jerónimo
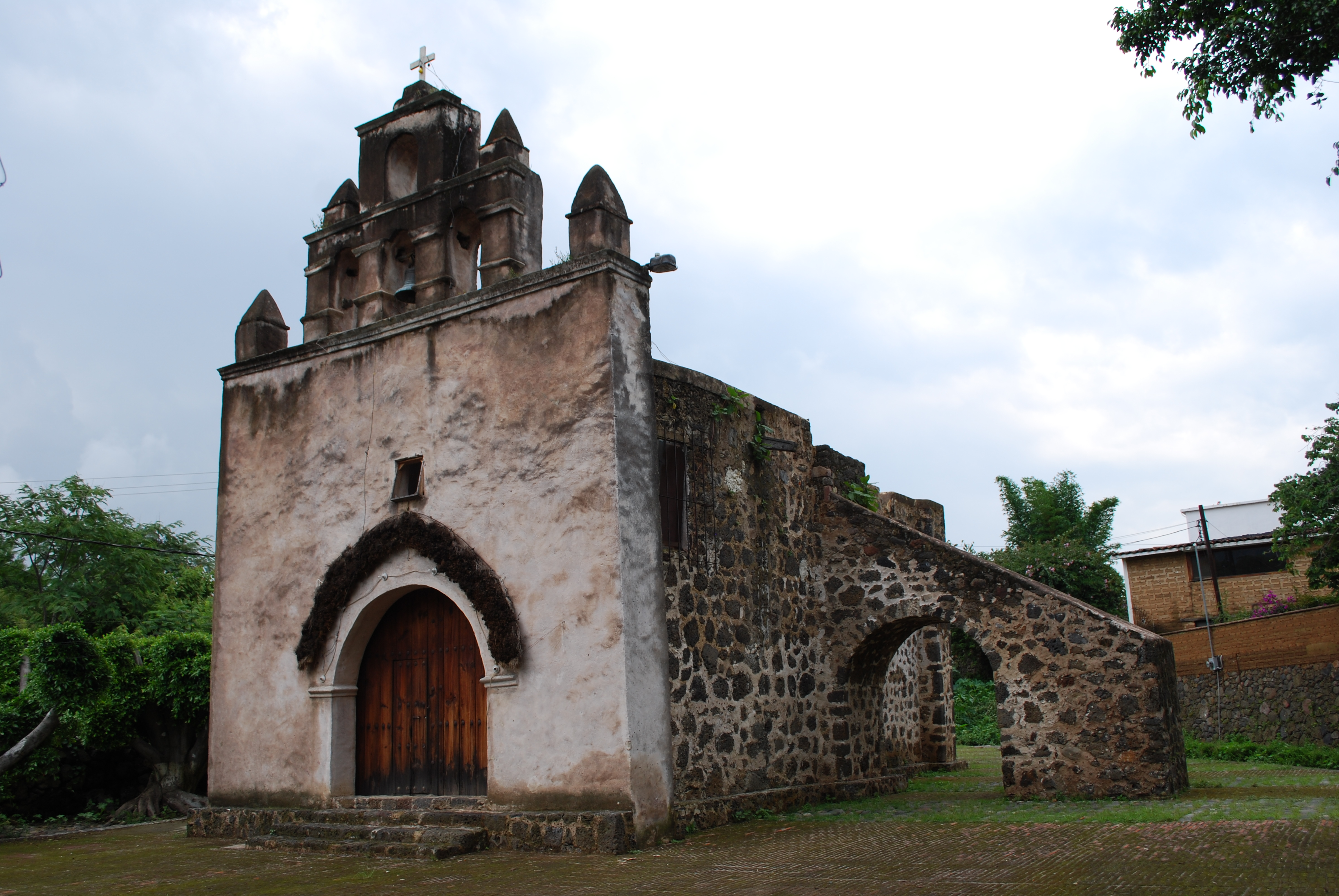
Capilla San Miguel

## Feste
Verteilt über das ganze Jahr finden Festveranstaltungen statt, bei denen verkleidete Tänzer (chinelos) und lokale Musikgruppen (bandas) ihr Können zum Besten geben.